# Монришар
Монриша́р, Монрішар (фр. Montrichard) — колишній муніципалітет у Франції, у регіоні Центр — Долина Луари, департамент Луар і Шер. Населення — 3409 осіб (2011).
Муніципалітет був розташований на відстані близько 190 км на південний захід від Парижа, 85 км на південний захід від Орлеана, 30 км на південь від Блуа.

## Історія
1 січня 2016 року Монришар і Бурре було об'єднано в новий муніципалітет Монришар-Валь-де-Шер.

## Демографія
Динаміка населення (INSEE ):
Розподіл населення за віком та статтю (2006):
| Стать | Всього | До 15 років | 15-24 | 25-44 | 45-64 | 65-85 | Понад 85 |
| --- | ------ | ----------- | ----- | ----- | ----- | ----- | -------- |
| Чоловіки | 1585   | 198         | 193   | 300   | 342   | 436   | 116      |
| Жінки | 1831   | 195         | 122   | 300   | 446   | 600   | 168      |
| \| Статево-вікова піраміда \| Статево-вікова піраміда \| Статево-вікова піраміда \| \| ----------------------- \| ----------------------- \| ----------------------- \| \| Чоловіки \| Вік \| Жінки \| \| 116 \| 85 + \| 168 \| \| 116 \| 80-84 \| 184 \| \| 128 \| 75-79 \| 160 \| \| 104 \| 70-74 \| 152 \| \| 88 \| 65-69 \| 104 \| \| 64 \| 60-64 \| 88 \| \| 92 \| 55-59 \| 84 \| \| 107 \| 50-54 \| 143 \| \| 79 \| 45-49 \| 131 \| \| 67 \| 40-44 \| 75 \| \| 79 \| 35-39 \| 98 \| \| 75 \| 30-34 \| 67 \| \| 79 \| 25-29 \| 60 \| \| 103 \| 20-24 \| 43 \| \| 90 \| 15-20 \| 79 \| \| 86 \| 10-14 \| 86 \| \| 58 \| 5-9 \| 62 \| \| 54 \| 0-4 \| 47 \| |        |             |       |       |       |       |          |
| Статево-вікова піраміда |        |             |       |       |       |       |          |
| Чоловіки | Вік    | Жінки       |       |       |       |       |          |
| 116 | 85 +   | 168         |       |       |       |       |          |
| 116 | 80-84  | 184         |       |       |       |       |          |
| 128 | 75-79  | 160         |       |       |       |       |          |
| 104 | 70-74  | 152         |       |       |       |       |          |
| 88 | 65-69  | 104         |       |       |       |       |          |
| 64 | 60-64  | 88          |       |       |       |       |          |
| 92 | 55-59  | 84          |       |       |       |       |          |
| 107 | 50-54  | 143         |       |       |       |       |          |
| 79 | 45-49  | 131         |       |       |       |       |          |
| 67 | 40-44  | 75          |       |       |       |       |          |
| 79 | 35-39  | 98          |       |       |       |       |          |
| 75 | 30-34  | 67          |       |       |       |       |          |
| 79 | 25-29  | 60          |       |       |       |       |          |
| 103 | 20-24  | 43          |       |       |       |       |          |
| 90 | 15-20  | 79          |       |       |       |       |          |
| 86 | 10-14  | 86          |       |       |       |       |          |
| 58 | 5-9    | 62          |       |       |       |       |          |
| 54 | 0-4    | 47          |       |       |       |       |          |

## Економіка
2010 року серед 1858 осіб працездатного віку (15—64 років) 1327 були активними, 531 — неактивною (показник активності 71,4%, у 1999 році було 72,4%). З 1327 активних мешканців працювало 1155 осіб (575 чоловіків та 580 жінок), безробітними було 172 (79 чоловіків та 93 жінки). Серед 531 неактивної 104 особи були учнями чи студентами, 241 — пенсіонерами, 186 були неактивними з інших причин.

У 2010 році в муніципалітеті числилось 1684 оподатковані домогосподарства, у яких проживали 3055,5 особи, медіана доходів виносила 17 607 євро на одного особоспоживача

## В культурі
У фільмі ''Впіймай мене, якщо зможеш'' місто згадується, як Батьківщина матері головного героя. Згодом герой Ді Капріо відкриває там власну фабрику з виробництва фальшивих чеків.